# 比尔扬
比尔扬，是匈牙利巴兰尼亚州所辖的一个村。总面积9.07平方公里，总人口514，人口密度56.7人/平方公里（2011年1月1日）。